# Marcel Vardelle
Marcel Vardelle, né à Limoges le 16 avril 1883 et mort le 2 octobre 1969, est un homme politique socialiste français. Militant CGT puis CGT-FO, il fut député socialiste en Haute-Vienne, conseiller municipal puis adjoint au maire de Limoges durant l'entre-deux-guerres. En juillet 1940, il vota les pleins pouvoirs au maréchal Pétain, ce qui lui valut d'être exclu du parti socialiste à la Libération.
Il est le cousin de Camille Vardelle, ouvrier abattu lors des grèves ouvrières de Limoges en 1905.

## Une vie difficile
Né à Limoges en 1883 d'un père ouvrier peintre sur porcelaine et d'une mère tenancière d'un débit de boisson, Marcel Vardelle connaît une enfance difficile. Il n'a que neuf ans lorsqu'il perd sa mère en 1892. Son père part alors travailler à Vierzon, tandis que Marcel et sa sœur s'occupent du débit de boisson de leurs défunte mère. Parallèlement, Marcel Vardelle est contraint de travailler comme apprenti relieur car la famille est très pauvre. En 1895, il perd son père. À douze ans, il est donc orphelin, et est séparé de sa sœur, chacun étant adopté par des familles différentes.
Cette même année 1895, il obtient son certificat d'études et entame un apprentissage pour devenir typographe. Il se marie en 1908 avec une ouvrière, et dès le lendemain est congédié. Après une grève de six semaines, il est réintégré, bénéficiant d'un large soutien de ses collègues. Il a trois enfants. En 1914 il est mobilisé comme simple soldat. Il est blessé deux fois.

## Un engagement syndical fort
À la mort de son père, Marcel Vardelle conserve son métier de relieur. Il commence alors à fréquenter les milieux syndicalistes anarchistes, vendant même un temps leur journaux, ceci jusque vers 1900. En 1905, il fait son service militaire alors qu'éclatent les grèves ouvrières de Limoges. Les grèves font un mort, son cousin Camille Vardelle. Tué par une balle perdue alors qu'il assistait aux émeutes dans le jardin d'Orsay, sa mort devient le symbole de ces émeutes ouvrières de 1905.
À son retour du service militaire, qui n'a duré qu'un an car il est « frère aîné d'orphelin », Marcel Vardelle se tourne vers le mouvement ouvrier. Il collabore ainsi à la création du syndicat des relieurs doreurs, dont il est le secrétaire de 1906 à 1946. En 1921, lors de la scission de Lille, il reste fidèle à la CGT. Cette même année, il participe aux mensuels Le Travailleur du Papier et Le Travail, organe de l'Union départementale des syndicats confédérés de la Haute-Vienne.
En 1924, il fonde l'Union sportive travailliste pour la jeunesse ouvrière et participe à la construction du stade Jean Jaurès à Limoges. Pendant l'entre-deux-guerres, il reste secrétaire de l'Union départementale des syndicats confédérés.
Au lendemain de la Seconde Guerre mondiale, lors de la fusion syndicale de 1947, il adhère à la Confédération générale du travail - Force ouvrière. Malgré son retrait de la vie politique, il continue son activité syndicale en restant conseiller juridique au sein de FO, et en tant que président des Vieux Travailleurs FO.

## Un socialiste haut-viennois
Dès la création de la SFIO en 1905, il adhère au parti. Il devient rapidement le secrétaire d'un groupe socialiste limougeaud, en l'occurrence celui du Pont Saint-Martial. En 1908, il entre dans la commission administrative de la Fédération socialiste de la Haute-Vienne. De 1919 à 1929, il est conseiller municipal de la ville de Limoges dont le maire est Léon Betoulle. En 1929, il devient adjoint au maire, poste qu'il conserve jusqu'en 1941 (révocation du conseil), toujours sous la direction de Betoulle.
En 1920, lors de la scission de Tours, il reste socialiste. Tout comme l'ensemble des têtes dirigeantes de la fédération SFIO de la Haute-Vienne, il se place dès lors à l'extrême gauche du parti. En 1932, il est candidat SFIO aux élections législatives dans la seconde circonscription de Limoges, où il est opposé au député sortant, Fraisseix, qui est communiste. En 1932, le candidat PCF est Texier, maire d'Ambazac, Fraisseix n'ayant pas été investi par son parti. Il est élu dès le premier tour. En 1936, il est réélu en tant que candidat du Front populaire. À l'Assemblée, il intervient principalement sur les questions portant sur les syndicats, les prud'hommes et les coopératives.
De 1934 à 1941, il est conseiller général du canton de Pierre-Buffière. Au sein du parti socialiste, il occupe également une place importante. En 1938, il devient notamment membre suppléant de la Commission permanente du Parti socialiste SFIO (motion Blum).
En juillet 1940, il vote les pleins pouvoirs au maréchal Pétain, ce qui lui vaut d'être exclu du Parti socialiste à la Libération, sanction qu'il estime injuste. Il rédige alors un plaidoyer avec Sabinus Valière afin d'être réintégré : « N'oubliez pas trop ! Un rappel pour les anciens. Une mise au point pour les jeunes. »
Afin d'être réhabilité, il s'appuie sur sa révocation de la mairie de Limoges ainsi que du conseil général de la Haute-Vienne, sur ses actions de résistance ainsi que sur le fait qu'il a été prisonnier à Saint-Paul-d'Eyjeaux. À la Libération il ne brigue plus de mandat, pas même au niveau local.